# South Garo Hills
Der Distrikt South Garo Hills ist ein Distrikt im indischen Bundesstaat Meghalaya. Verwaltungssitz ist die Stadt Baghmara.

## Geografie
Der Distrikt South Garo Hills liegt im Südwesten Meghalayas an der Grenze zu Bangladesch. Die Fläche des Distrikts beträgt 1852 Quadratkilometer. Nachbardistrikte sind die Distrikte West Garo Hills im Westen und Nordwesten, East Garo Hills im Norden, West Khasi Hills im Nordosten und Osten und South West Khasi Hills im Südosten. Im Süden grenzt der Distrikt an Indiens Nachbarstaat Bangladesch.

## Geschichte
Der Distrikt entstand am 18. Juni 1992 in seiner heutigen Form aus Teilen des damaligen Distrikts East Garo Hills.

## Bevölkerung
Nach der Volkszählung 2011 hat der Distrikt South Garo Hills 142.334 Einwohner. Bei 77 Einwohnern pro Quadratkilometer ist der Distrikt eher dünn besiedelt. Von den 142.334 Bewohnern wohnten 129.203 Personen (90,77 Prozent) in Landgemeinden und 13.131 Menschen in städtischen Gebieten.
Der Distrikt South Garo Hills ist mehrheitlich von Angehörigen der „Stammesbevölkerung“ (scheduled tribes) besiedelt. Zu ihnen gehörten (2011) 134.237 Personen (94,31 Prozent der Distriktsbevölkerung). Zu den Dalit (scheduled castes) gehörten 2011 nur 319 Menschen (0,22 Prozent der Distriktsbevölkerung).

### Bevölkerungsentwicklung
Wie überall in Indien wächst die Einwohnerzahl im Distrikt South Garo Hills seit Jahrzehnten stark an. Die indische Volkszählung 2001 ermittelte eine Einwohnerzahl von 110.244 Personen. Die Zunahme betrug in den Jahren 2001–2011 mehr als 29 Prozent (29,11 %). In diesen zehn Jahren nahm die Bevölkerung um mehr als 32.000 Menschen zu. Die Bevölkerungsentwicklung von 1901 bis 2011 war wie folgt:

### Bedeutende Orte
Im Distrikt South Garo Hills gibt es mit dem Distrikthauptort Baghmara (13.131 Einwohner) nur eine einzige städtische Siedlung.

### Bevölkerung des Distrikts nach Geschlecht
Von den 142.334 Bewohnern waren 73.170 (51,41 Prozent) männlichen und 69.164 weiblichen Geschlechts. Dies ist typisch für Indien, wo ein deutliches Mehr an Männern vorherrscht.

### Bevölkerung des Distrikts nach Sprachen
Eine starke Mehrheit der Gesamtbevölkerung des Distrikts South Garo Hills spricht Garo. Es gibt kleine Minderheiten an Anderssprachigen. Aber in keinem der vier C.D. Blocks erreicht eine Minderheit mehr als 4 Prozent Anteil an der Bevölkerung. Hindi wird nur von einer kleinen Minderheit von Zugewanderten gesprochen.
| Jahr                                   | Garo    | Garo  | Bengali | Bengali | Hajong | Hajong | Hindi | Hindi | Nepali | Nepali | Koch | Koch | Andere Sprachen | Andere Sprachen | Total   | Total    |
| Jahr                                   | Zahl    | %     | Zahl    | %       | Zahl   | %      | Zahl  | %     | Zahl   | %      | Zahl | %    | Zahl            | %               | Zahl    | %        |
| -------------------------------------- | ------- | ----- | ------- | ------- | ------ | ------ | ----- | ----- | ------ | ------ | ---- | ---- | --------------- | --------------- | ------- | -------- |
| 2011                                   | 130.608 | 91,76 | 2772    | 1,95    | 1090   | 0,77   | 935   | 0,66  | 671    | 0,47   | 562  | 0,39 | 5696            | 4,00            | 142.334 | 100,00 % |
| Quelle: Ergebnis der Volkszählung 2011 |         |       |         |         |        |        |       |       |        |        |      |      |                 |                 |         |          |

### Bevölkerung des Distrikts nach Bekenntnissen
In den letzten 100 Jahren ist fast die gesamte einheimische Bevölkerung zum Christentum übergetreten. Die wenigen Hindus und Muslime sind meist Zuwanderer aus anderen Gebieten Indiens. Die genaue religiöse Zusammensetzung der Bevölkerung zeigt folgende Tabelle:
| Jahr                                   | Buddhisten | Buddhisten | Christen | Christen | Hindus | Hindus | Jainas | Jainas | Muslime | Muslime | Sikhs | Sikhs | Andere | Andere | keine Angaben | keine Angaben | Total   | Total    |
| Jahr                                   | Zahl       | %          | Zahl     | %        | Zahl   | %      | Zahl   | %      | Zahl    | %       | Zahl  | %     | Zahl   | %      | Zahl          | %             | Zahl    | %        |
| -------------------------------------- | ---------- | ---------- | -------- | -------- | ------ | ------ | ------ | ------ | ------- | ------- | ----- | ----- | ------ | ------ | ------------- | ------------- | ------- | -------- |
| 2011                                   | 332        | 0,23       | 132.984  | 93,43    | 7036   | 4,94   | 10     | 0,01   | 1050    | 0,74    | 27    | 0,02  | 362    | 0,25   | 533           | 0,37          | 142.334 | 100,00 % |
| Quelle: Ergebnis der Volkszählung 2011 |            |            |          |          |        |        |        |        |         |         |       |       |        |        |               |               |         |          |

## Bildung
Das Ziel der vollständigen Alphabetisierung ist noch nicht erreicht. Von den 114.425 Personen in einem Alter von sieben Jahren und mehr können 82.062 (71,72 Prozent) lesen und schreiben. Doch gibt es bei der Alphabetisierung deutliche Unterschiede zwischen den Geschlechtern und ein Stadt-/Landgefälle. Während von der männlichen Bevölkerung 76,23 Prozent lesen und schreiben können, sind es unter der weiblichen Bevölkerung nur 66,9 Prozent. Fast 92 Prozent der männlichen Bevölkerung in den Städten ist alphabetisiert. Unter den Landfrauen sind es nur knapp 65 Prozent. Einen Überblick über die Verhältnisse gibt folgende Tabelle:
| Alphabetisierung im Distrikt South Garo Hills |                   |                   |
| Einheit                                       | Volkszählung 2011 | Volkszählung 2011 |
| Einheit                                       | Anzahl            | Anteil            |
| GESAMT                                        | 82.062            | 71,72 %           |
| Männer                                        | 45.003            | 76,23 %           |
| Frauen                                        | 37.059            | 66,90 %           |
| STADT GESAMT                                  | 9787              | 89,79 %           |
| Stadt-Männer                                  | 5123              | 91,65 %           |
| Stadt-Frauen                                  | 4664              | 87,83 %           |
| LAND GESAMT                                   | 72.275            | 69,81 %           |
| Land-Männer                                   | 39.880            | 74,62 %           |
| Land-Frauen                                   | 32.395            | 64,69 %           |
| Quelle: Ergebnis der Volkszählung 2011        |                   |                   |

## Verwaltung
Der Distrikt hat mit Baghmara, Chokpot, Gasuapara und Rongara vier Community Development Blocks (C.D. Blocks; Unterbezirke).